# RAR (format de fichier)
Pour les articles homonymes, voir RAR.
Le RAR est un format de fichier permettant la compression de données. Ce format a été inventé par le développeur russe Eugene Roshal (Roshal ARchive).

## Caractéristiques
Le format RAR présente les caractéristiques suivantes :
- il permet de découper des archives en plusieurs fichiers ayant chacun un en-tête l'identifiant en tant que tel ;
- il permet de stocker des informations de récupération, permettant, en cas de corruption d'une archive, d'effectuer une réparation pour récupérer un maximum de données.

À partir de la version 3, les noms des fichiers « unicode » sont pris en charge.

## Algorithme de compression
La version 3 de RAR est basée sur la compression Lempel-Ziv et la prédiction par reconnaissance partielle (PPM), spécialement l'implémentation PPMd de PPMII par le Russe Dmitry Shkarin.

## Interopérabilité
RAR est un format propriétaire :
un code source permettant de décompresser les archives RAR sous une licence autorisant la libre distribution et la modification — à la condition de ne pas s'en servir pour retrouver l'algorithme de compression — est mis à disposition pour assurer l'interopérabilité. Cette version ne peut toutefois ni décompresser les archives RAR de version 3, ni compresser une quelconque archive.

## Historique

### RAR5
WinRAR 5.00, sorti en version finale en septembre 2013, introduit le format RAR 5.0, aussi noté « RAR5 ». 7-Zip, depuis la version 15.06 beta sortie en août 2015, permet l'extraction des archives RAR5.